# モンテ・カステッロ・ディ・ヴィービオ
モンテ・カステッロ・ディ・ヴィービオ（伊: Monte Castello di Vibio）は、イタリア共和国ウンブリア州ペルージャ県にある、人口約1,400人の基礎自治体（コムーネ）。

## 地理

### 位置・広がり

#### 隣接コムーネ
隣接するコムーネは以下の通り。括弧内のTRはテルニ県所属を示す。
- フラッタ・トディーナ
- サン・ヴェナンツォ (TR)
- トーディ

### 気候分類・地震分類
モンテ・カステッロ・ディ・ヴィービオにおけるイタリアの気候分類 (it) および度日は、zona E, 2215 GGである。
また、イタリアの地震リスク階級 (it) では、zona 2 (sismicità media) に分類される。

## 文化・観光
「スローシティ」加盟都市、「イタリアの最も美しい村」クラブ加盟コムーネである。